# ステリグマトシスチン 8-O-メチルトランスフェラーゼ
ステリグマトシスチン 8-O-メチルトランスフェラーゼ(Sterigmatocystin 8-O-methyltransferase、EC 2.1.1.110)は、以下の化学反応を触媒する酵素である。
S-アデノシル-L-メチオニン + ステリグマトシスチン{\displaystyle \rightleftharpoons }S-アデノシル-L-ホモシステイン + 8-O-メチルステリグマトシスチン
従って、この酵素の2つの基質はS-アデノシル-L-メチオニンとステリグマトシスチン、2つの生成物はS-アデノシル-L-ホモシステインと8-O-メチルステリグマトシスチンである。
この酵素は、転移酵素、特に1炭素基を転移させるメチルトランスフェラーゼのファミリーに属する。系統名は、S-アデノシル-L-メチオニン:ステリグマトシスチン 8-O-メチルトランスフェラーゼである。その他よく用いられる名前に、sterigmatocystin methyltransferase、O-methyltransferase II、S-adenosyl-L-methionine:sterigmatocystin 7-O-methyltransferase等がある。